# Martín Zabalúa (padre)
Martín Zabalúa fue un actor de radio, teatro y  cine que nació en 1890 y falleció en Buenos Aires, Argentina en 1955.
Era conocido por su actuación en Radio El Mundo por el personaje "Don Pedro" del popular programa Los Pérez García, que representó desde el comienzo del mismo en 1942 hasta su fallecimiento. Cabe consignar que Zabalúa falleció en forma repentina y que en el programa no fue reemplazado y doña Clara siguió apareciendo pero como su viuda.

## Filmografía
- Los Pérez García  (1950)
- El espejo  (1943)
- La casa del recuerdo  (1940)
- Las de Barranco  (1938)
- Fuera de la ley  (1937) .... Jefe de Policía
- Los muchachos de antes no usaban gomina  (1937) .... Carlos Rosales
- El pobre Pérez (1937)